# Indierock
Indierock is een subgenre van alternatieve rock die ontstond in de Verenigde Staten en het Verenigd Koninkrijk in de jaren 1970.

## Etymologie
Indie is een afkorting van het Engelse independent oftewel onafhankelijk. Het genre is ontstaan uit muziek met een uit de punk afkomstige doe-het-zelf-mentaliteit die door onafhankelijke platenlabels op de markt wordt gebracht. De term wordt ook als synoniem gebruikt van alternatieve rock en indiepop, hoewel dat andere genres zijn.

## Kenmerken
.....

## Geschiedenis

### Ontstaan
....

### Opkomst
Guided by Voices groeide uit tot een van de invloedrijkste indierockbands tijdens de "Golden Age of Alternative Rock".

### Ontwikkeling
Volgens Eric Weisbard van The Village Voice was het succes van indierock in 1999 tanende. Het genre ontsteeg het ondergrondse en werd daardoor "te gewoon". Er ontstonden subgenres waar muzikanten en fans naar uitweken zoals mathrock en shoegaze.
Het genre werd in 2012 doodverklaard door Dorian Lynskey van The Guardian.

## Bands en artiesten
Hieronder volgt een overzicht van de bands en artiesten die in dit artikel genoemd zijn.
- Guided by Voices